# Philippe Rochat
Pour les articles homonymes, voir Rochat.
Philippe Rochat, né le 29 novembre 1953 au Sentier et mort le 8 juillet 2015 à Cheseaux-sur-Lausanne, est un chef cuisinier suisse, patron du Restaurant de l’Hôtel de Ville à Crissier qui a obtenu 3 étoiles au Guide Michelin de 1997 à 2012 et une note de 19 au guide Gault&Millau.

## Biographie
Philippe Rochat nait le 29 novembre 1953 au Sentier, dans la Vallée de Joux, d'un père vaudois, André Rochat, et d'une mère italienne, Angelina Locatelli. À la suite du décès de sa mère des suites d'un cancer alors qu'il a neuf ans, son père se remarie et déménage à Romont, où il reprend un café. En 1968, à quatorze ans, Philippe Rochat commence un apprentissage de cuisinier au Buffet de la Gare de Romont, tenu par le père d'un de ses amis d'école, Marcel Cavuscens.
À partir de 1972, il travaille dans différents palaces, et passera six ans à Zurich, tout d'abord au Savoy Baur en Ville, puis au Baur au Lac. Le 1er juillet 1980, il commence à travailler sous les ordres de Frédy Girardet, au Restaurant de l’Hôtel de Ville à Crissier. Après avoir tourné à tous les postes de la cuisine, il est promu chef de cuisine en 1989.
En 1995, il épouse la marathonienne Franziska Rochat-Moser, puis, le 1er décembre 1996, il reprend le restaurant à la suite du retrait de Frédy Girardet. Le restaurant perd temporairement sa 3e étoile au Guide Michelin, mais il la retrouvera rapidement en 1997. 
En 1999, il reçoit le titre de « Cuisinier de l'année » décerné par le Gault&Millau suisse, et en 2000, le Gault&Millau français écrit « Crissier abrite toujours le meilleur restaurant du monde ».
En mars 2002, Franziska Rochat-Moser décède lors d'un accident de montagne ; après une pause en Laponie, Philippe Rochat reprend en main le restaurant, et se lance dans divers projets, incluant « Flaveurs », un livre de recettes qui sera édité en 2003. En 2006, il reçoit l'insigne de chevalier de l'ordre national du Mérite qui lui est remise par Philippe Douste-Blazy, le ministre français des Affaires étrangères à l'époque. En 2012, il remet son restaurant à Benoît Violier, son chef de cuisine. En 2013, il reçoit un doctorat honoris causa de l'université de Tours (France). Il habitait à Jouxtens-Mézery.
Le 8 juillet 2015 au matin, il meurt des suites d'un malaise lors d'une balade à vélo.

## Sources
- Jean-Claude Ribaut, « Les trois saveurs de Philippe Rochat », Le Monde, 11 juin 2008.
- Olivier Toublan, « Rochat? C'est moins cher qu'une pizzeria ! », Bilan, 1er octobre 2003.

## Publication
- Philippe Rochat, Véronique Zbinden et Pierre-Michel Delessert, Flaveurs, Éditions Pierre-Marcel Favre, Lausanne, 2003  (ISBN 2-8289-0750-3)